# MPPC
Microsoft Point-to-Point Compression (MPPC) — протокол стиснення даних, спочатку розроблений для використання поверх з'єднань PPP. Використовує алгоритм Лемпеля-Зіва з ковзаючим вікном буфера історії розміром 8192 байт.